# Gréta Kerekes
Gréta Kerekes (Debrecen, 9 de octubre de 1992) es una atleta húngara especializada en el salto de vallas, en las modalidades de 60 y 100 metros, en 60 y 100 metros lisos y en relevos 4 x 100 metros. Representó a Hungría en el Campeonato Mundial de Atletismo en Pista Cubierta de 2016 (Portland), quedando sin clasificarse para la final.

## Carrera
Comenzó a competir de manera profesional en 2008, debutando en su primer campeonato internacional al año siguiente, en la localidad italiana de Bresanona, donde se celebraba el Campeonato Mundial Juvenil de Atletismo, donde quedó eliminada de la final en la carrera de 100 metros vallas, con un recorrido en 14,39 segundos. Más tarde, esa misma temporada, llegaría a las semifinales del Festival Olímpico de la Juventud Europea que se celebraba en Finlandia, donde si bien por una parte fue eliminada en los 100 metros vallas (su marca fue de 14,15 segundos), llegó a alzarse con la medalla de plata con el combinado húngaro por el relevo de 4 x 100 metros.
En 2010 participó en el Campeonato Mundial Júnior de Atletismo en la ciudad canadiense de Moncton, si bien no pudo terminar la carrera de 100 metros vallas, retirándose también con el escuadrón húngaro en la fase de relevos. En 2011 alcanzó en el Campeonato Europeo de Atletismo Sub-20 de Tallin (Estonia) las semifinales en la competencia individual, siendo eliminada con 14,07 segundos; pero ocupó la sexta plaza en los relevos con 45,24 segundos. Posteriormente comenzó a estudiar en la Universidad de Texas en El Paso, donde fue miembro del equipo universitario UTEP Miners, con el que participó en la Universiada de 2015 que se celebró en Gwangju (Corea del Sur), donde fue eliminada en la tercera semifinal, quedando en esta en sexta posición con una marca de 14,23 segundos.
En 2016 se clasificó para el Campeonato Mundial de Atletismo en Pista Cubierta en Portland (Estados Unidos) en la categoría de 60 metros vallas, donde fue eliminada en primera ronda pese a lograr un tiempo de 8,37 segundos. Ese mismo año participó también en el Campeonato Europeo de Atletismo que tenía lugar en Ámsterda; aquí compitió en dos modalidades: en los 100 metros vallas no superó la clasificación, quedando vigesimoquinta con 13,54 segundos, mientras que en los relevos, el equipo húngaro acabó decimotercero, con un tiempo de 44,34 segundos.
En 2017 participó en el Campeonato Europeo de Atletismo en Pista Cubierta de Belgrado, donde alcanzó las semifinales en los 60 metros con vallas, siendo eliminada aquí con 8,23 segundos. En el mes de agosto de ese año participó en el Campeonato Mundial de Atletismo de Londres, donde volvió a ser eliminada con 13,15 s. En su segunda internada en las Universiadas, ahora en Taipéi, dos semanas después de la cita londinense, acabó en el octavo puesto, con una marca en 100 metros vallas de 13,38 segundos. 
Al año siguiente alcanzó las semifinales del Campeonato Mundial de Atletismo en Pista Cubierta de Birmingham, siendo eliminada allí con 8.17 segundos. También en el Campeonato Europeo de Atletismo de Berlín, en agosto, llegó a semifinales, volviendo a ser eliminada en las categorías de 100 metros vallas (13,23 s.) y relevos 4 x 100 metros (44,15 s.). En 2019 fue quinta en el Campeonato Europeo de Atletismo en Pista Cubierta de Glasgow, con 8,03 segundos. Ese año su gran labor en los Juegos Europeos de Minsk le valieron subir al podio tras conseguir el bronce en los 100 metros vallas, siendo su marca de 13,16 segundos. A principios del mes de octubre, en Doha (Catar), volvió a participar en el Campeonato Mundial de Atletismo, donde quedó relegada a un vigesimocuarto puesto en la clasificación, con 13,11 segundos alcanzados en los 100 metros vallas.

## Resultados

### Por temporada
| Representando a Hungría | Representando a Hungría                           | Representando a Hungría | Representando a Hungría | Representando a Hungría | Representando a Hungría |
| ----------------------- | ------------------------------------------------- | ----------------------- | ----------------------- | ----------------------- | ----------------------- |
| Año                     | Competición                                       | Lugar                   | Puesto                  | Modalidad               | Marca                   |
| 2009                    | Campeonato Mundial Juvenil de Atletismo           | Bresanona               | 28ª (q)                 | 100 metros vallas       | 14,39 s.                |
| 2009                    | Festival Olímpico de la Juventud Europea          | Tampere                 | 14.ª (q)                | 100 metros vallas       | 14,15 s.                |
| 2009                    | Festival Olímpico de la Juventud Europea          | Tampere                 | 2.ª                     | Relevo 4 x 100 m        | 46,38 s.                |
| 2010                    | Campeonato Mundial Júnior de Atletismo            | Moncton                 | –                       | 100 metros vallas       | DNF                     |
| 2010                    | Campeonato Mundial Júnior de Atletismo            | Moncton                 | 12.ª (q)                | Relevo 4 x 100 m        | 45,77 s.                |
| 2011                    | Campeonato Europeo de Atletismo Sub-20            | Tallin                  | 11.ª (q)                | 100 metros vallas       | 14,07 s.                |
| 2011                    | Campeonato Europeo de Atletismo Sub-20            | Tallin                  | 6.ª                     | Relevo 4 x 100 m        | 45,24 s.                |
| 2015                    | Universiada                                       | Gwangju                 | 6.ª (q)                 | 100 metros vallas       | 14,23 s.                |
| 2016                    | Campeonato Mundial de Atletismo en Pista Cubierta | Portland                | 16.ª (q)                | 60 metros vallas        | 8,37 s.                 |
| 2016                    | Campeonato Europeo de Atletismo                   | Ámsterdam               | 25ª (q)                 | 100 metros vallas       | 13,54 s.                |
| 2016                    | Campeonato Europeo de Atletismo                   | Ámsterdam               | 13.ª (q)                | Relevo 4 x 100 m        | 44,34 s.                |
| 2017                    | Campeonato Europeo de Atletismo en Pista Cubierta | Belgrado                | 12.ª (q)                | 60 metros vallas        | 8,23 s.                 |
| 2017                    | Campeonato Mundial de Atletismo                   | Londres                 | 26ª (q)                 | 100 metros vallas       | 13,15 s.                |
| 2017                    | Universiada                                       | Taipéi                  | 6.ª                     | 100 metros vallas       | 13,38 s.                |
| 2018                    | Campeonato Mundial de Atletismo en Pista Cubierta | Birmingham              | 17.ª (q)                | 60 metros vallas        | 8,17 s.                 |
| 2018                    | Campeonato Europeo de Atletismo                   | Berlín                  | 20.ª (q)                | 100 metros vallas       | 13,23 s.                |
| 2018                    | Campeonato Europeo de Atletismo                   | Berlín                  | 13.ª (q)                | Relevo 4 x 100 m        | 44,15 s.                |
| 2019                    | Campeonato Europeo de Atletismo en Pista Cubierta | Glasgow                 | 5.ª                     | 60 metros vallas        | 8,03 s.                 |
| 2019                    | Juegos Europeos                                   | Minsk                   | 3.ª                     | 100 metros vallas       | 13,16 s.                |
| 2019                    | Campeonato Mundial de Atletismo                   | Doha                    | 24ª (q)                 | 100 metros vallas       | 13,11 s.                |
| 2021                    | Campeonato Europeo de Atletismo en Pista Cubierta | Toruń                   | 5.ª (H1)                | 60 metros vallas        | 8,21 s.                 |

### Mejores marcas
| Disciplina                        | Marca    | Lugar          | Fecha                 |
| --------------------------------- | -------- | -------------- | --------------------- |
| 60 metros lisos (pista cubierta)  | 7,39 s.  | Budapest       | 19 de enero de 2019   |
| 60 metros vallas (pista cubierta) | 8,02 s.  | Budapest       | 17 de febrero de 2019 |
| 100 metros lisos (exterior)       | 11,68 s. | Budapest       | 8 de junio de 2019    |
| 100 metros vallas (exterior)      | 12,93 s. | Székesfehérvár | 8 de julio de 2019    |